# Ceraclea albimacula
Ceraclea albimacula là một loài Trichoptera trong họ Leptoceridae. Chúng phân bố ở miền Cổ bắc.